# Criollo viejo
Criollo viejo es una película sin sonido de Argentina filmada en blanco y negro, que se estrenó en 1924, dirigida por Rafael Parodi y protagonizada por Amelia Mirel, Felipe Farah, Álvaro Escobar y Julio Donadille.
La película fue rodada en las sierras de la provincia de Córdoba.

## Reparto
Actúan en la película los siguientes intérpretes:
- Amelia Mirel
- María Navarro
- Francisca Baratti
- Diego Figueroa
- Felipe Farah
- Augusto Gonçalvez
- Álvaro Escobar
- Julio Donadille

## Sinopsis
Don Armando de la Peña,  es el dueño de una estancia ubicada en una planicie de las sierras de la provincia de Córdoba, administrada por el leal y honesto Pedro Oria, un modelo de viejo criollo que vive con su mujer y sus hijos Juan, Carlos y María.  El primero es perezoso, jugador y de mal carácter, en tanto que Carlos heredó las virtudes del padre. Don Armando no está satisfecho con sus hijos, a Mercedes, su hija favorita, le gusta la vida de la gran ciudad, es coqueta y superficial incluso cuando está en la estancia; tiene una actitud de menosprecio hacia Carlos, aun después que salva su vida, pero esa actitud esconde un sentimiento naciente de amor. Su hermano, también llamado Carlos, es lo que podría calificarse de mala persona. Con estos personajes se van desarrollando diversos episodios dramáticos.

## Valoración
Jorge Finkielman opinó que la película es una muy buena y valorable producción aunque al comienzo es muy lento; melodrama que pese a su trama simple tiene momentos atrayentes y buenas actuaciones, y saca provecho del interesante marco de las sierras de Córdoba.